# Malthinus hofferi
Malthinus hofferi es una especie de coleóptero de la familia Cantharidae.

## Distribución geográfica
Habita en Argelia.